# Gossenovy zákony

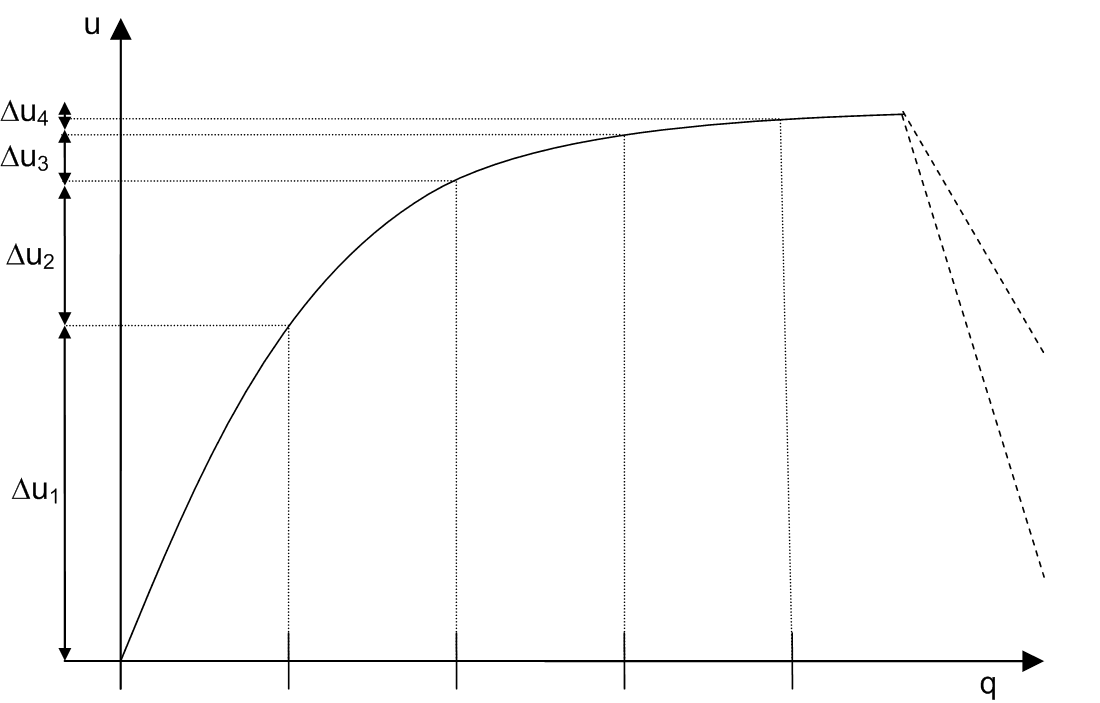
První Gossenův zákon, se stoupajícím počtem zboží q klesá mezní užitek Δu

Gossenovy zákony jsou tři kvantitativní ekonomické principy, na nichž staví marginalismus. Poprvé je publikoval německý ekonom Hermann Heinrich Gossen (1810-1858) roku 1854.

## První Gossenův zákon
První Gossenův zákon říká, že mezní užitek se v mezích našeho rozhodování snižuje. Se stupněm nasycenosti spotřebitele klesá užitečnost, kterou by mu přinesla další jednotka téhož zboží nebo služby. První doušek vody přináší žíznivému člověku větší užitek než každý následující. Protějškem v oblasti investic je zákon klesající mezní produktivity. Například při odsiřování elektrárny vyžaduje každý další krok větší investici, má-li se dosáhnout srovnatelného užitku jako při kroku předchozím.

## Druhý Gossenův zákon
Druhý zákon říká, že racionální ekonomický subjekt si z různého zboží a služeb vybírá v takovém poměru, aby mu každá z nich přinášela stejný mezní užitek. Jinak řečeno volí tak, že největší prostředky vkládá do toho, co mu nejvíce chybí. Tím druhý Gossenův zákon řeší také problém substituce jednoho druhu statku za jiný. Ve spojité formulaci jako parciální diferenciální rovnice zní:
{\displaystyle {\frac {\partial U/\partial x_{i}}{p_{i}}}={\frac {\partial U/\partial x_{j}}{p_{j}}}\,\forall \left(i,j\right)},
kde {\displaystyle U} znamená užitek, {\displaystyle x_{i}} je množství {\displaystyle i}-tého zboží nebo služby a {\displaystyle p_{i}} je cena {\displaystyle i}-tého zboží nebo služby.

## Třetí Gossenův zákon
Třetí zákon se týká poměru mezi pracovním a volným časem. Racionální subjekt podle něho přestává pracovat, jakmile by se mezní újma z další práce vyrovnala meznímu (tj. dodatečnému) užitku důchodu, který by mu tato práce přinesla.